# Slivno, Laško
Slivno este o localitate din comuna Laško, Slovenia, cu o populație de 54 de locuitori.